# Antonio Vico
Antonio Vico (Agugliano, 9 januari 1847 - Rome, 25 februari 1929) was een Italiaans geestelijke en kardinaal van de Rooms-Katholieke Kerk.
Vico bezocht het Collegio Capranica in Rome en behaalde aldaar aan de Pauselijke Gregoriaanse Universiteit doctoraten in de theologie, de filosofie en de beide rechten. Hij werd op 20 september 1873 in Ancona priester gewijd.
Korte tijd was hij werkzaam in de zielzorg in Rome, alvorens hij in 1876 een diplomatieke loopbaan begon bij de Heilige Stoel. Die loopbaan bracht hem eerst naar Madrid, waar hij als secretaris werd toegevoegd aan de apostlische nuntiatuur. Eenzelfde functie vervulde hij bij de apostolische delegatie in Constantinopel, voordat paus Leo XIII hem benoemde tot auditor bij het pauselijk gezantschap in Parijs. Leo XIII benoemde Vico in 1886 tot pauselijk kamerheer. Vanaf 1897 leidde Vico als buitengewoon gezant de apostolische delegatie in Colombia.
In 1897 werd Vico benoemd tot titulair aartsbisschop van Philippi. Hij ontving zijn bisschopswijding uit handen van kardinaal-staatssecretaris Mariano Rampolla del Tindaro. Van 1904 tot 1907 was hij nuntius in België, daarna vervulde hij dezelfde functie in Spanje.
Paus Pius X creëerde hem kardinaal in het consistorie van 27 november 1911. De San Callisto werd zijn titelkerk. Kardinaal Vico nam deel aan het conclaaf van 1914 dat leidde tot de verkiezing van paus Benedictus XV. In 1915 werd hij benoemd tot prefect van de Heilige Congregatie voor de Riten en tot 1916 was Vico camerlengo van het College van Kardinalen. Vanaf 1915 was hij bovendien kardinaal-bisschop van het suburbicair bisdom Porto-Santa Rufina. De kardinaal nam ook deel aan het conclaaf van 1922 waarbij paus Pius XI werd gekozen.
Hij stierf in 1929 aan de gevolgen van griep en werd begraven in de basiliek van het Allerheiligst Sacrament in zijn geboortestad.
- Bibliothèque nationale de France: cb165559686 (data)
- Gemeinsame Normdatei: 127918891X
- International Standard Name Identifier: 0000 0003 6603 4476
- Istituto Centrale per il Catalogo Unico: RAVV262970
- Virtual International Authority File: 230367048